# Teatro Palacio Valdés
El Teatro Palacio Valdés es un espacio cultural de la ciudad de Avilés, Principado de Asturias, España. Se encuentra situado en la casco antiguo de la ciudad, a escasos metros del ayuntamiento.

## Bien de Interés Cultural
El Teatro Palacio Valdés es un Bien de Interés Cultural (BIC) del Patrimonio Histórico Español, en la categoría de Monumento Histórico. Fue declarado como tal el 28 de diciembre de 1982, y la declaración fue publicada en el BOE del 10 de febrero de 1983.

## Régimen jurídico
El Teatro está gestionado por la Fundación Municipal de Cultura del Ayuntamiento de Avilés.

## Construcción
Este edificio fue construido por el arquitecto Manuel del Busto a principios del siglo XX. 
El arquitecto proyectó un teatro neobarroco y modernista, con disposición longitudinal, paralela al frente debido a los problemas técnicos que le acarreaba el solar elegido para su construcción. El interior, distribuido en patio de butacas y palcos, sigue el esquema de teatro de ópera italiano. Actualmente alberga un aforo de 747 localidades.
Una de sus peculiaridades es que la zona del patio de butacas tiene un sistema de nivelación que permite ajustala con el escenario, convirtiéndose en un gran salón de baile.

## Historia
El edificio se empezó a construir el 5 de agosto de 1900, fecha de la colocación de la primera piedra en un acto solemne con numerosos invitados entre los que se puede destacar a Clarín. 
Las obras se prologaron durante veinte años, debido principalmente a problemas económicos que las paralizaron en diversos momentos. En 1920 se inauguró bautizándolo con el nombre del ilustre escritor Armando Palacio Valdés, hijo adoptivo de la villa, quien acudió al evento, durante el cual le impusieron las insignias de la Gran Cruz de Alfonso XII.
 La obra inaugural fue la opereta El AS de Rafael Calleja Gómez, representada por la compañía del Teatro Reina Victoria de Madrid.
El teatro permaneció abierto entre 1920 y 1972 representado todo tipo de obras: drama, comedia, lírica, varietés entre otras actividades, viviendo una época dorada.
Pero tras la Guerra Civil comenzó un declive de la actividad teatral donde un uso como sala cinematográfica tomaba mayor importancia. Su decadencia comenzó lentamente culminando en 1972 con su cierre. Desde ese año sufrió el abandono que lo dejó en un estado deplorable. Se creó la Plataforma Pro-Recuperación del teatro Palacio Valdés que consiguió juntar numerosas firmas para instar a la restauración del teatro, incluyendo la de personajes ilustres del mundo de la cultura. Hasta que siendo ya de titularidad municipal se consigue el objetivo y en 1987 comienzan las obras de restauración que durarían cinco años.
La reinauguración se llevó a cabo el 14 de noviembre de 1992.

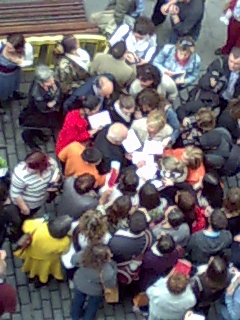
Paulo Coelho firmando autógrafos a las puertas frente al teatro.

## Reconocimiento
Desde su reinauguración el Palacio Valdés vuelve a adentrarse en una época dorada en la que sus diferentes ciclos y temporadas consiguen gran audiencia. Forma parte de la Red Española de Teatros, escenarios, Auditorios, Circuitos y Festivales de Titularidad Pública y se convierte en lugar de estreno de obras en su gira nacional, siendo muy respetado por directores y actores.
Por el coliseo han pasado personalidades importantes a nivel nacional e internacional, no sólo en caludad de artistas o ponentes sino también como parte del público. En 1996 el entonces Príncipe Felipe en su paso por la ciudad acudió al coliseo.
Bajo la propuesta The Bridge project en la que varias entidades culturales internacionales tales como el BAM de Nueva York y el Old Vic Theatre de Londres que colaboraban en la creación y difusión de proyectos, se creó una colaboración con el Centro Niemeyer que llevaría a la representación en el Teatro Palacio Valdés de dos obras de William Shakespeare: La tempestad por la compañía de Sam Mendes y Ricardo III, interpretada por el actor estadounidense Kevin Spacey quien también visitó la ciudad en más de una ocasión.
De otra colaboración entre el Ayuntamiento de Avilés con el Centro Niemeyer, surgió un encuentro con el escritor Paulo Coelho en la celebración de los 20 años de una de sus novelas más famosas: El Alquimista, actos que se celebraron en el teatro.
Fruto de las colaboraciones entre las entidades culturales, surge EscenAviles como un ciclo de programación de espectáculos propio de la ciudad de Avilés.

## 1920 -2020: Centenario de su inauguración

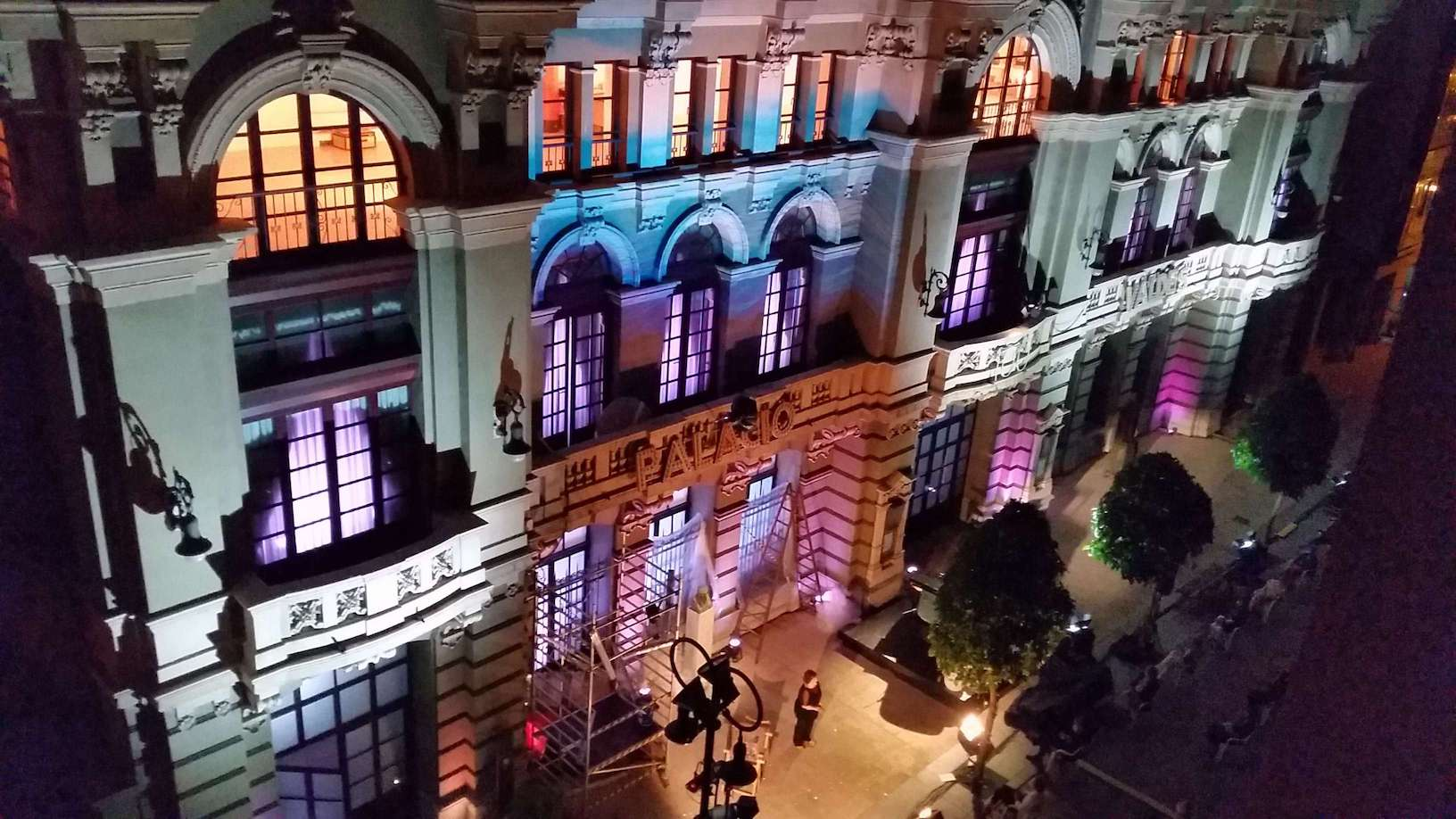
Celebración del siglo del teatro: 1920-2020

Con motivo del primer centenario del teatro, se llevan a cabo diferentes actividades culturales que van desde la publicación en redes sociales de representaciones teatrales integras que fueron estrenadas en el odeón, como talleres y charlas en línea con expertos
Con motivo de los cien años desde la inauguración del teatro, el 9 de agosto de 2020 da comienzo un evento de dos días en el que la comenzando con la opereta El AS, la misma que se representó en la inauguración del odeón en 1920, narran la historia del emblemático edificio. Parte de la escenografía se llevó a cabo con Video mapping sobre la fachada del edificio. La música en directo llevada a cabo por un pianista.
Para esta celebración cuatro artistas exponen grabados de gran formato con su visión sobre el odeón avilesino en las inmediaciones del teatro, en plena calle.

## Dirección General del Teatro Palacio Valdés

#### En su segunda etapa desde 1992
- Antonio Ripoll (desde 1992 hasta 2012)[29][30]

## Otras imágenes del Teatro Palacio Valdés

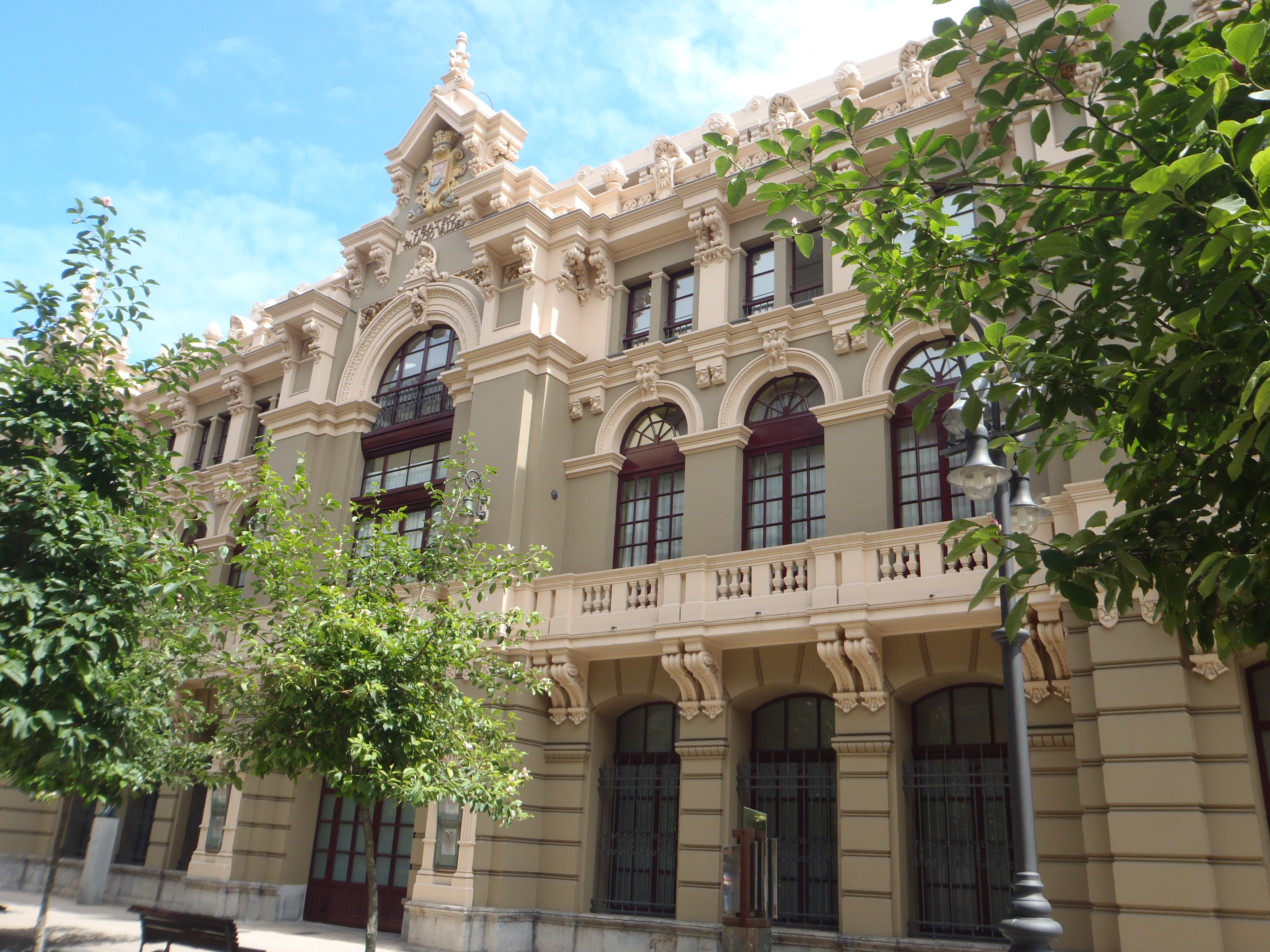
Parte central de la fachada.
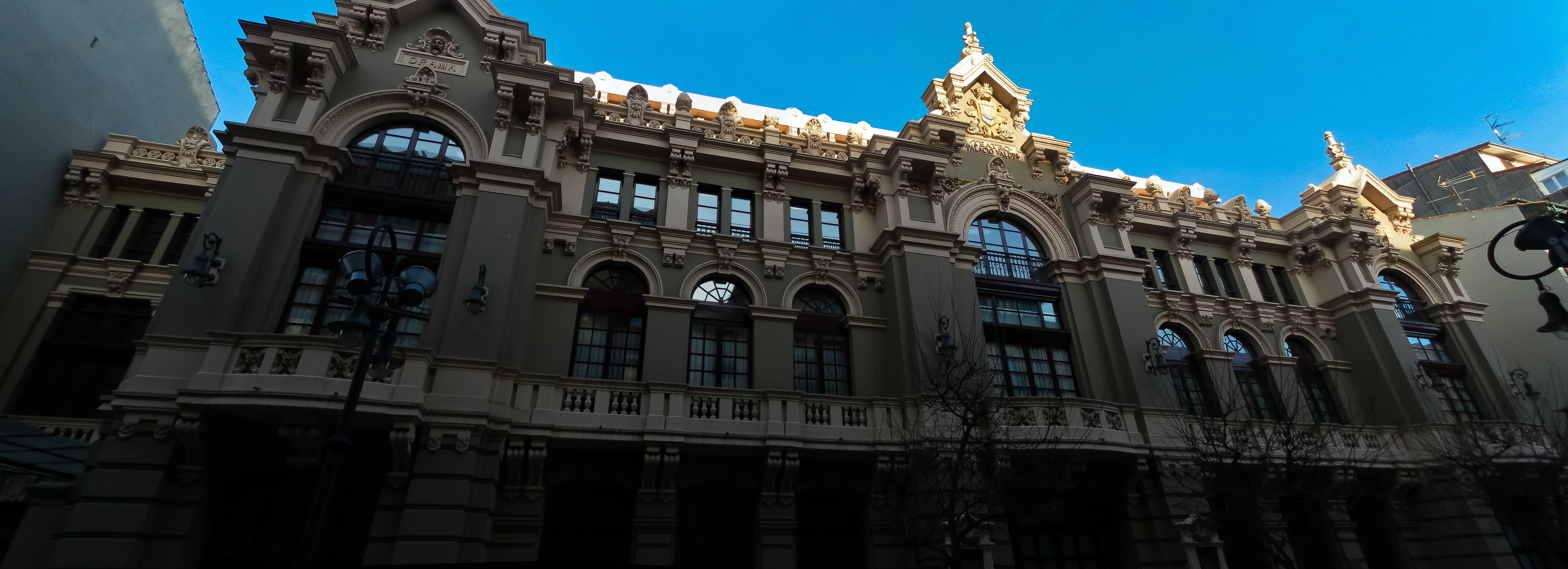
Vista panorámica de la fachada.
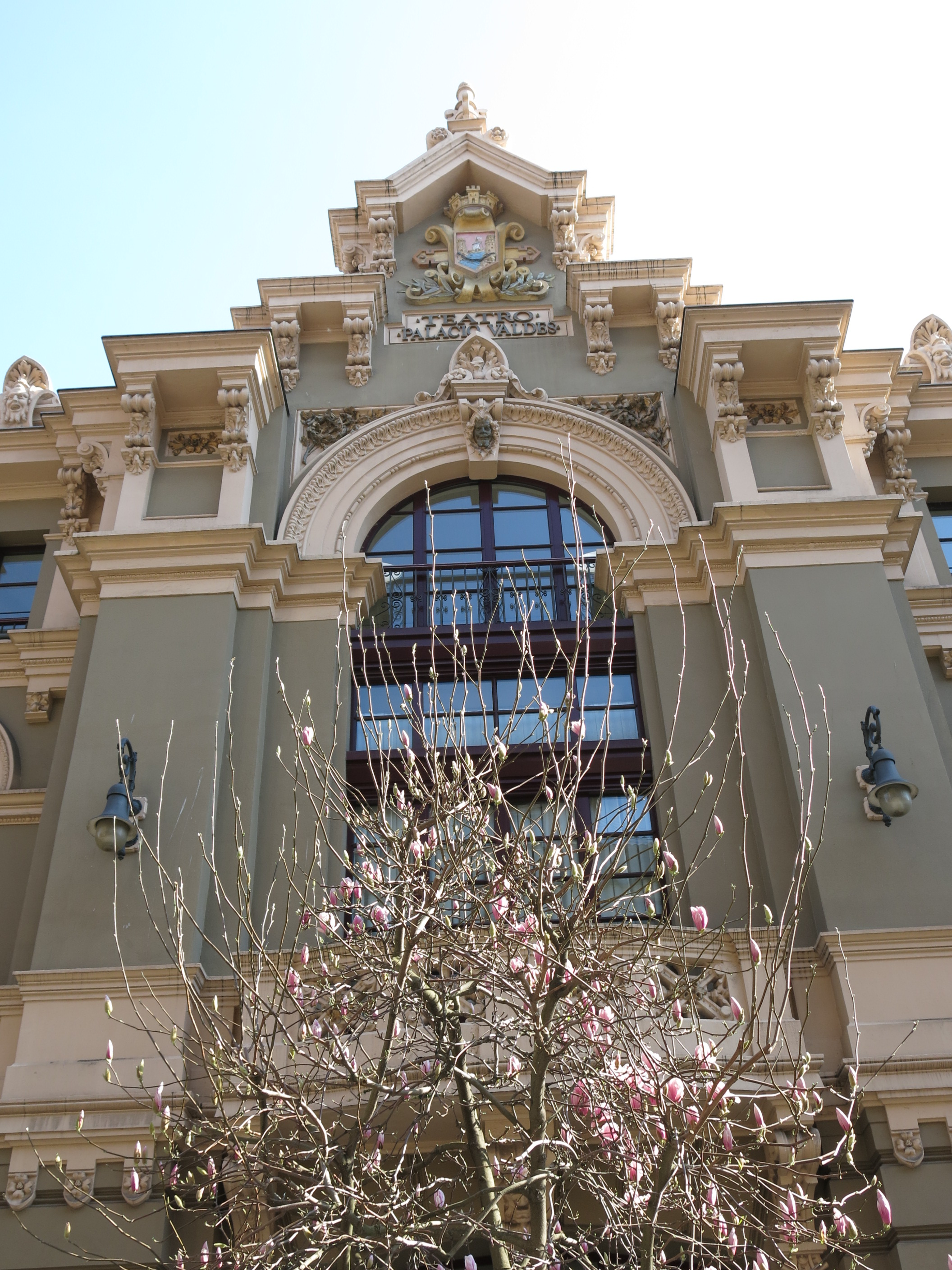
Detalle con el escudo de Avilés
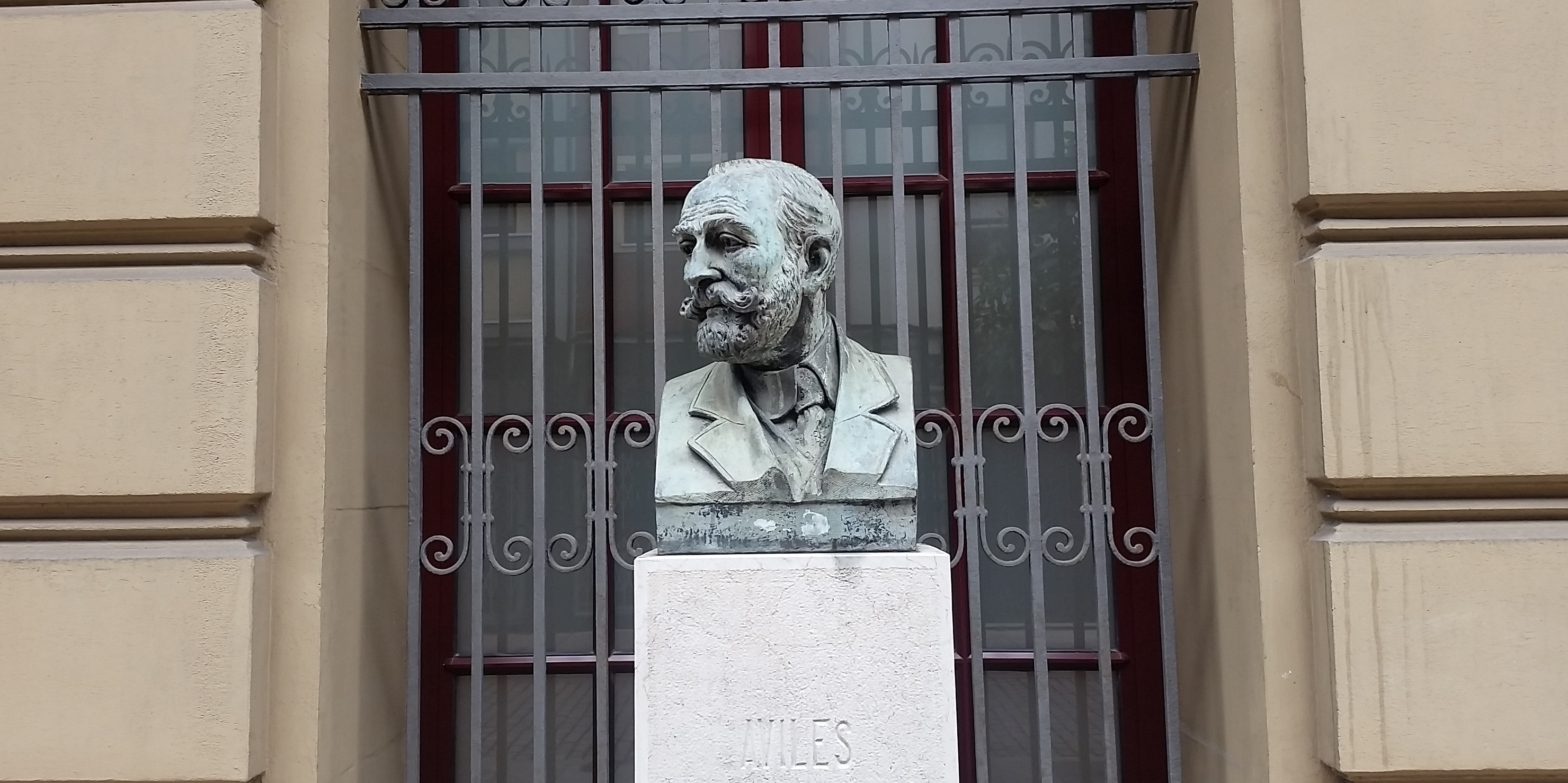
Busto del escritor
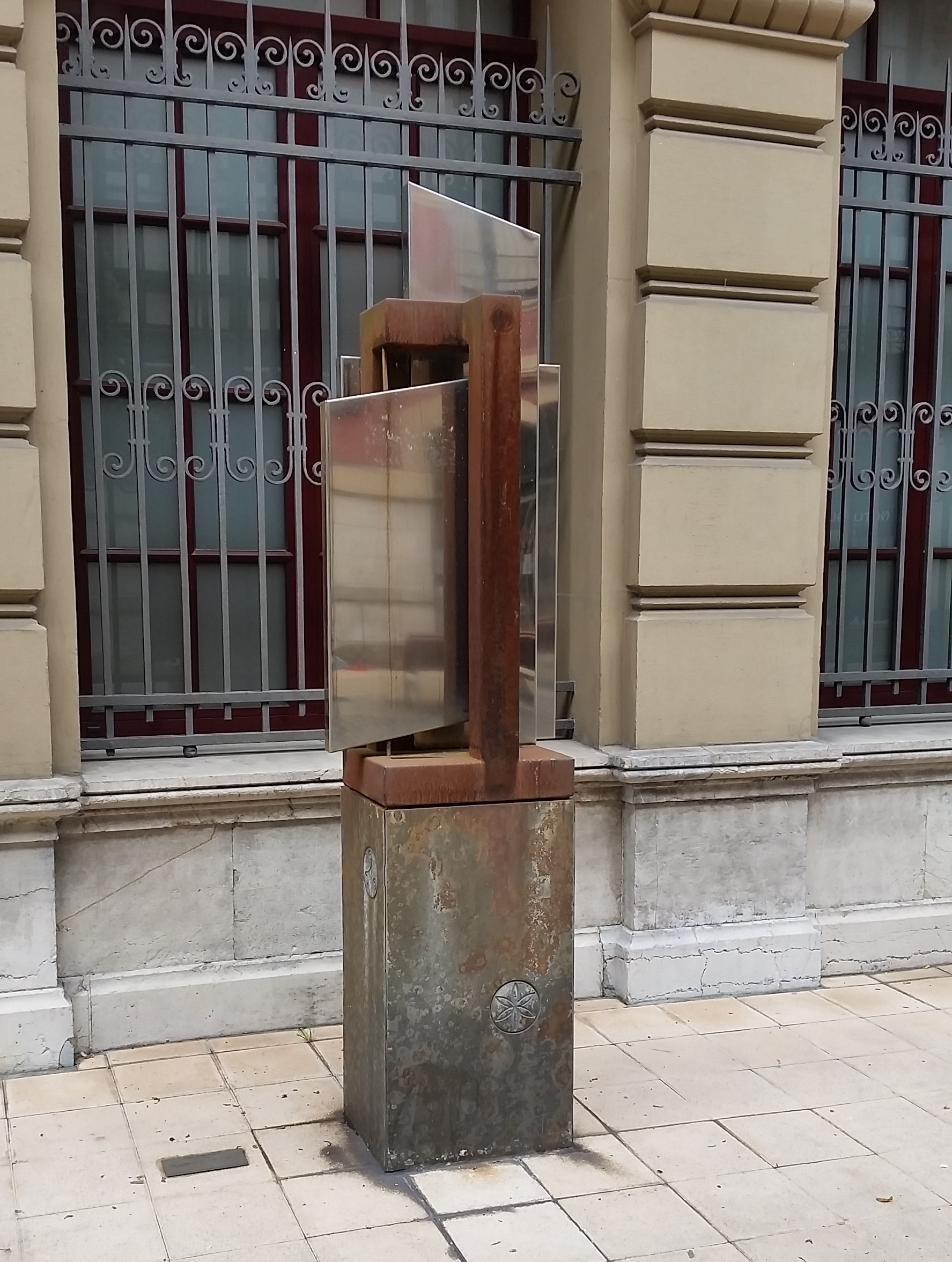
Escultura en homenaje al teatro asturiano frente al teatro
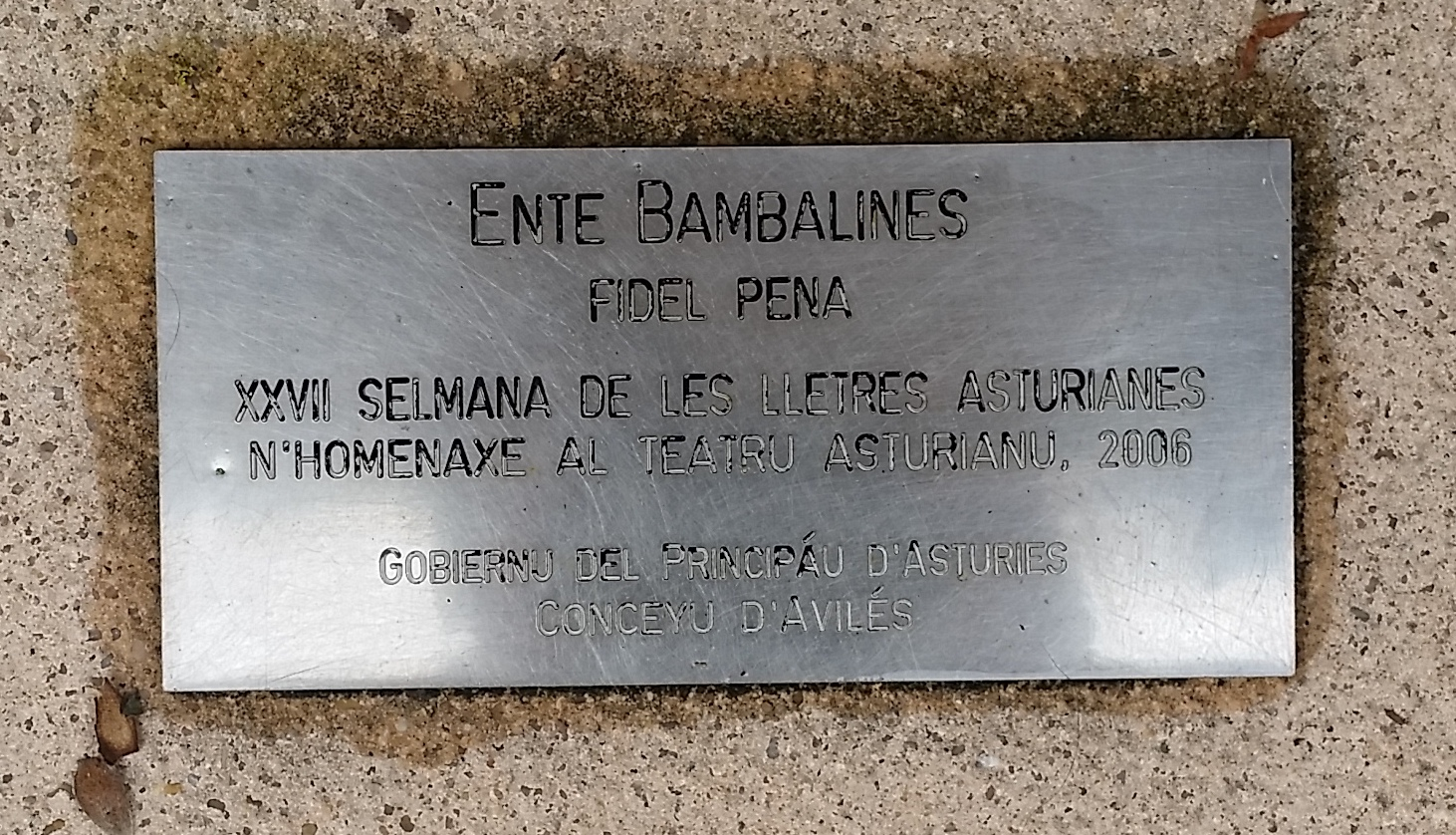
Placa de la escultura en homenaje al teatro asturiano